# Prix Goncourt 2024
Le prix Goncourt 2024 est décerné le 4 novembre 2024 à Kamel Daoud pour Houris par l'académie Goncourt.

## Sélections

### Première sélection
La première sélection du prix Goncourt 2024 a été dévoilée le 3 septembre 2024.
| Auteur               | Ouvrage                                  | Éditeur                |
| -------------------- | ---------------------------------------- | ---------------------- |
| Ruben Barrouk        | Tout le bruit du Guéliz                  | Albin Michel           |
| Thomas Clerc         | Paris Musée du XXIe siècle               | Les éditions de Minuit |
| Sandrine Collette    | Madelaine avant l'aube                   | JC Lattès              |
| Kamel Daoud          | Houris                                   | Gallimard              |
| Gaël Faye            | Jacaranda                                | Grasset                |
| Hélène Gaudy         | Archipels                                | L'Olivier              |
| Philippe Jaenada     | La désinvolture est une bien belle chose | Mialet-Barrault        |
| Maylis de Kerangal   | Jour de ressac                           | Verticales             |
| Étienne Kern         | La Vie meilleure                         | Gallimard              |
| Emmanuelle Lambert   | Aucun respect                            | Stock                  |
| Rebecca Lighieri     | Le Club des enfants perdus               | P.O.L                  |
| Carole Martinez      | Dors ton sommeil de brute                | Gallimard              |
| Thibault de Montaigu | Cœur                                     | Albin Michel           |
| Olivier Norek        | Les Guerriers de l'hiver                 | Michel Lafon           |
| Jean-Noël Orengo     | Vous êtes l'amour malheureux du Führer   | Grasset                |
| Abdellah Taïa        | Le Bastion des larmes                    | Julliard               |

### Deuxième sélection
La deuxième sélection du prix Goncourt 2024 a été dévoilée le 1er octobre 2024.
| Auteur             | Ouvrage                                  | Éditeur         |
| ------------------ | ---------------------------------------- | --------------- |
| Sandrine Collette  | Madelaine avant l'aube                   | JC Lattès       |
| Kamel Daoud        | Houris                                   | Gallimard       |
| Gaël Faye          | Jacaranda                                | Grasset         |
| Hélène Gaudy       | Archipels                                | L'Olivier       |
| Philippe Jaenada   | La désinvolture est une bien belle chose | Mialet-Barrault |
| Maylis de Kerangal | Jour de ressac                           | Verticales      |
| Jean-Noël Orengo   | Vous êtes l'amour malheureux du Führer   | Grasset         |
| Abdellah Taïa      | Le Bastion des larmes                    | Julliard        |

### Troisième sélection
La troisième sélection du prix Goncourt 2024 a été dévoilée le 22 octobre 2024.
| Auteur            | Ouvrage                | Éditeur   |
| ----------------- | ---------------------- | --------- |
| Sandrine Collette | Madelaine avant l'aube | JC Lattès |
| Kamel Daoud       | Houris                 | Gallimard |
| Gaël Faye         | Jacaranda              | Grasset   |
| Hélène Gaudy      | Archipels              | L'Olivier |

## Particularité
Le prix Goncourt 2024 est le premier sous la présidence de Philippe Claudel.